# Wicklow megye
Wicklow megye (írül Contae Chill Mhantáin) megye Írországban, Dublintól délre, az Ír-sziget keleti, ír-tengeri partvidékének közepén. A Nagy Dublin Övezethez szokták sorolni.

## Földrajz
Szomszédai Carlow, Dun Laoghaire-Rathdown, Kildare, Dél-Dublin és Wexford megyék.
A megye székhelye a (2002-ben) 9355 lakosú Wicklow, legnagyobb városa a külvárosokkal együtt 30 951 lakosú (2002) Bray. Fontos városai közt van még Greystones és Arklow (mindkettő valamivel népesebb, mint Wicklow).
Wicklowt szelíd dombjai, tavai, zöld vidékei miatt „Írország kertjének” is szokták nevezni. Egy másik ismert neve az „Utolsó megye”, mivel a hagyományos ír megyék közül utolsóként hozták létre (1606-ban, korábban Dublin megyéhez tartozó területekből).

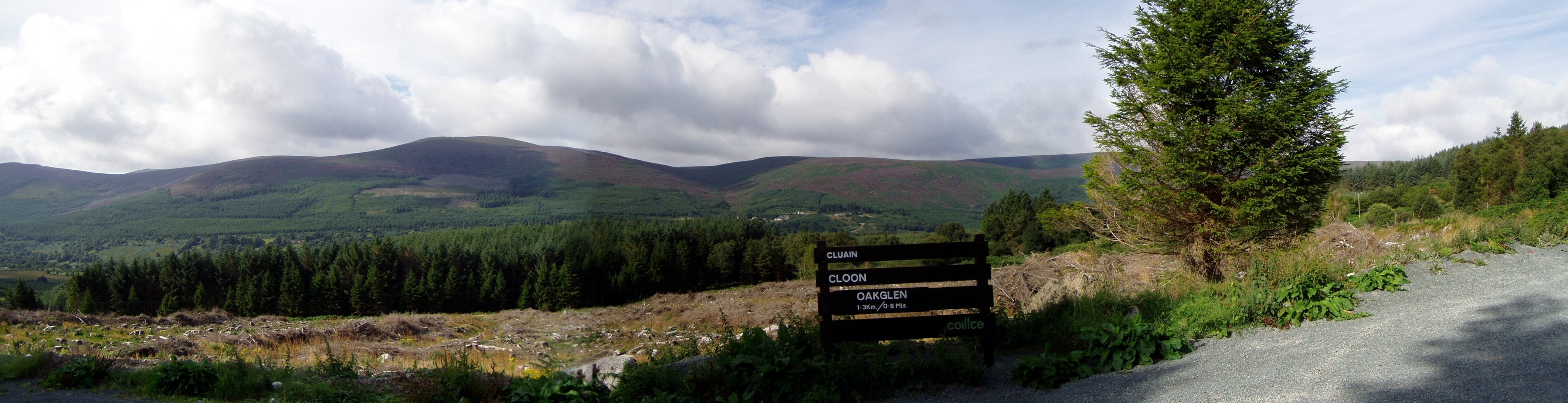
Wicklowi hegyek

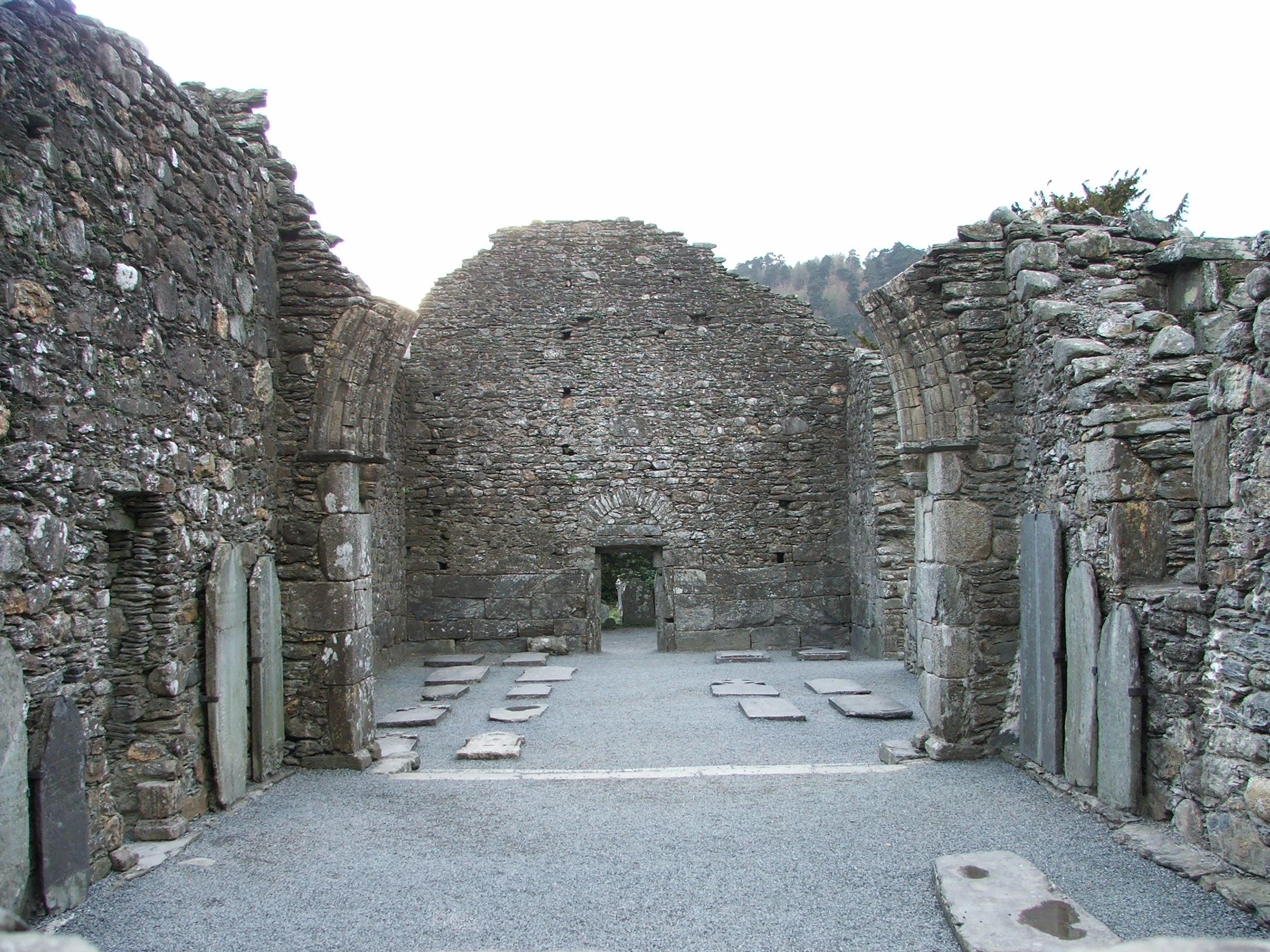
A 12. századi katedrális romjai Glendaloughban

## Történelem
A megye területe évszázadokig az angol hódítókkal szembeni ellenállás egyik fészke volt. Az 1798-as ír felkelés leverését követően az angolok hadi utat építettek Rathfarnhamtől Aughavannaghig, hogy csapataik könnyebben felvonuljanak a lázadók ellen. A katonák elhelyezésére számos laktanyát építettek az út mentén. Egy ilyen laktanya maradványai mellett épült fel a Megbékélés Központja a Glencree-völgyben. Az Ír Hadsereg taktikai gyakorlatokra használja a megye több lőterét, köztük a legnagyobbat a Glen of Imaal völgyben, amelyet az ír függetlenség elnyerése előtt a Brit Hadsereg használt.

## Turizmus
A megye nevezetessége a 6. században alapított kolostor, a 33 méter magas körtorony és a Szent Kevin-kereszt Glendaloughban.

## Kultúra
A wicklow megyei helyi rádiócsatorna az East Coast FM.

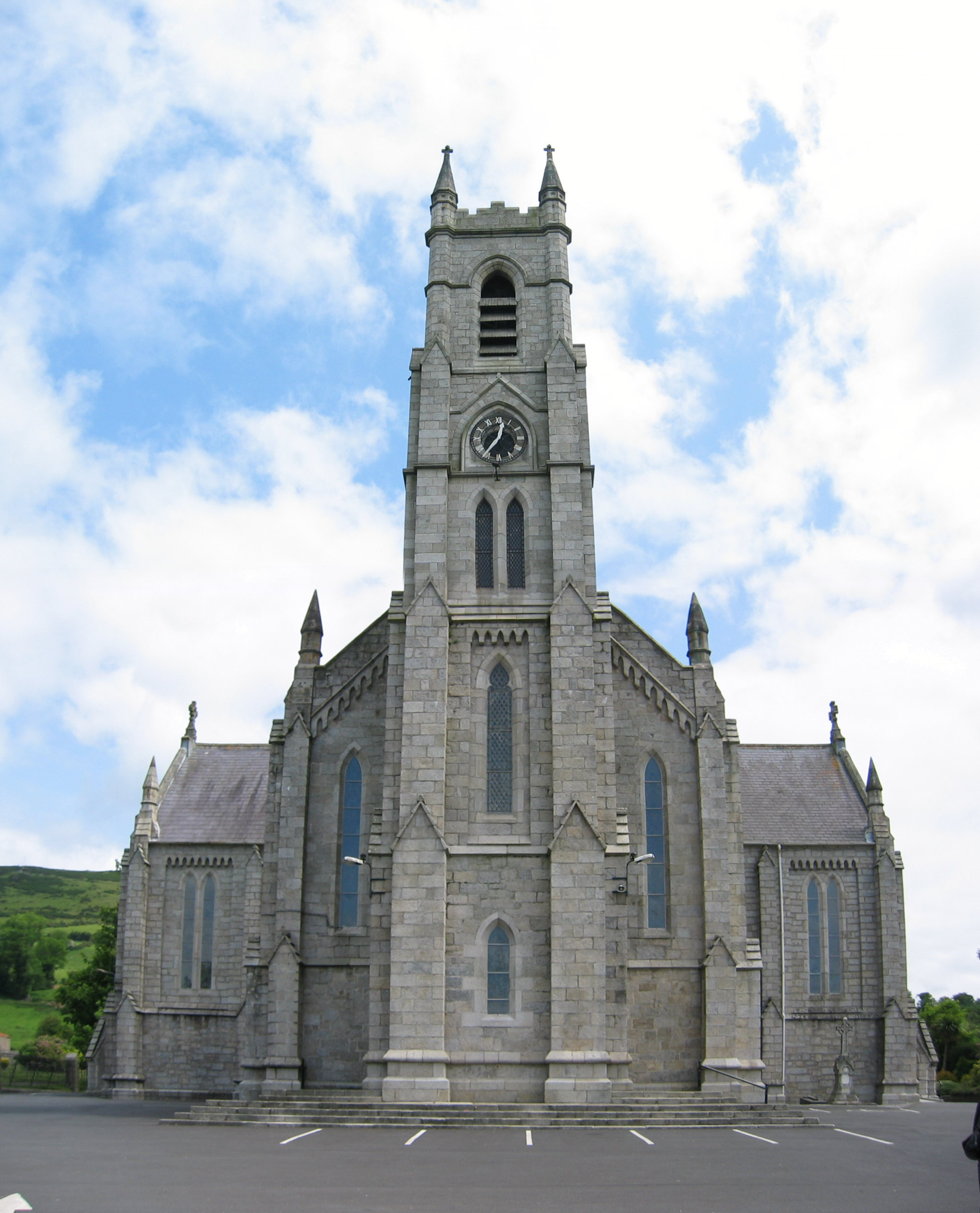
A baltinglassi Szent József-templom

## Városok
- Aghavannagh, Annamoe, Arklow, Ashford, Aughrim, Avoca,
- Baltinglass, Blessington, Bray,
- Carnew,
- Delgany, Donard, Dunlavin,
- Enniskerry,
- Glencree, Glenealy, Greystones
- Kilcoole, Kilmacanogue,
- Laragh,
- Manor Kilbride, Meeting of the Waters,
- Newtownmountkennedy,
- Rathnew, Rathdrum, Redcross, Roundwood,
- Shillelagh, Stratford
- Tinahely,
- Wicklow, Woodenbridge